# Lee Garlington
Ann Leslie "Lee" Garlington, född 20 juli 1953 i Teaneck i Bergen County, New Jersey, är en amerikansk skådespelare.
Garlington har deltagit i mer än 160 film- och TV-produktioner, bland annat enstaka avsnitt av TV-serierna Spanarna på Hill Street, Lagens änglar, Fem i familjen, Seinfeld, Pantertanter, Tummen mitt i handen, Vänner och På spaning i New York.

## Filmografi (urval)
- 2005 – A Lot Like Love – flygvärdinna
- 2004 – På spaning i New York, avsnitt The Vision Thing – Margret Lidz (gästroll i TV-serie)
- 2002 – One Hour Photo – servitris
- 2002 – The Hot Chick – vicerektor Bernard
- 2001 – American Pie 2 – Natalies mamma
- 2000 – If These Walls Could Talk 2 – Georgette (TV-film)
- 1999 – På spaning i New York, avsnitt Mister Roberts – Lea Chambers (gästroll i TV-serie)
- 1998 – Virtuellt besatt (TV-film)
- 1997 – På spaning i New York, avsnitt Three Girls and a Baby – Rosie DePaul (gästroll i TV-serie)
- 1997 – Dante's Peak – Jane Fox
- 1996 – Fruktans sommar – Winnie
- 1995 – The Babysitter – Dolly Tucker
- 1995 – Vänner, avsnitt The One With The Boobies - Ronnie (gästroll i TV-serie)
- 1995 – Okänt förflutet – Carole Garson (TV-film)
- 1993 – Tummen mitt i handen, avsnitt Feud for Thought – Joanie Graham (gästroll i TV-serie)
- 1993 – Stunder av lycka – Carol Sandman
- 1993 – Ett nät av lögner – Rita
- 1992 – Sneakers – Elena Rhyzkov
- 1992 – Pantertanter, avsnitt Home Again, Rose: Part 2  – Kirsten (gästroll i TV-serie)
- 1991 – Var finns Jenny? – Gina
- 1991 – Lättklädda kvinnor – Josette
- 1990 – Mord för kärleks skull – Peggy Blankenship
- 1989 – Seinfeld, avsnitt The Seinfeld Chronicles – Claire (gästroll i TV-serie)
- 1989 – Tre på rymmen – polis
- 1989 – Love Simpsons hemlighet
- 1988 – Det sjunde tecknet – Margaret Inness
- 1987 – Fem i familjen, avsnitt Miracle in Columbus – Beth (gästroll i TV-serie)
- 1987 – Lagens änglar, avsnitt Pigmalion – Regina Furnald (gästroll i TV-serie)
- 1987 – Some Kind of Wonderful – gymnastikläraren
- 1986 – Psycho III – Myrna
- 1986 – Cobra – Nancy Stalk
- 1985 – Spanarna på Hill Street (gästroll i TV-serie)
- 1982 – Psycho II – Myrna